# Temmodaphne
Temmodaphne es un género monotípico de plantas con flores perteneciente a la familia Lauraceae. Su única especie: Temmodaphne thailandica Kosterm., es originaria de Tailandia. El género fue descrito por André Joseph Guillaume Henri Kostermans y publicado en  Botanisk Tidsskrift 67: 319 en el año 1973.
Algunos autores lo consideran un sinónimo de Cinnamomum Schaeff.